# 増富村
増富村（ますとみむら）は山梨県北巨摩郡にあった村。現在の北杜市北東端の須玉町小尾・須玉町比志にあたる。

## 地理
- 山：横尾山、小川山、瑞牆山、飯森山、金峰山、五里山、八幡山
- 河川：塩川

## 歴史
- 1875年（明治8年）1月 - 巨摩郡比志村・小尾村が合併して増富村となる。
- 1878年（明治11年）7月22日 - 郡区町村編制法の施行により、増富村が北巨摩郡の所属となる。
- 1889年（明治22年）7月1日 - 町村制の施行により、増富村が単独で自治体を形成。
- 1959年（昭和34年）4月1日 - 須玉町に編入。同日増富村廃止。

## 名所・旧跡・観光スポット・祭事・催事
- 増富温泉